# Бернсбах
Бернсбах (њем. Bernsbach) општина је у њемачкој савезној држави Саксонија. Једно је од 69 општинских средишта округа Ерцгебирге. Према процјени из 2010. у општини је живјело 4.509 становника. Посједује регионалну шифру (AGS) 14521070.

## Географски и демографски подаци
Бернсбах се налази у савезној држави Саксонија у округу Ерцгебирге. Општина се налази на надморској висини од 394-728 метара. Површина општине износи 8,8 km². У самом мјесту је, према процјени из 2010. године, живјело 4.509 становника. Просјечна густина становништва износи 515 становника/km².